# Anders Olsson (målare)
Anders Olsson, född 1792, död 1875 i Öved, var en svensk skollärare, målargesäll, landskap- och porträttmålare.
Han var från 1815 gift med Elna Jacobsdotter och far till Nils Jakob Olsson Blommér. När han var 10 år gammal placerades han som lärling hos en målarmästare men hans intresse för vanligt yrkesmåleri var lågt och hans läromästare klagade över hans intresse att rita gubbar. Efter att han gjort sitt gesällprov lämnade han målaryrket. Han anställdes som skollärare och avancerade till att bli föreståndare för den i Övedskloster inrättade lancasterskolan. Vid sidan av sin lärartjänst sysslade han med finare måleriarbeten bland annat dekorationsmålade han diligenser. Olsson är representerad vid Konstakademien med en målning av sin gård Blommeröd och med en interiörbild från hemmet.